# Relaciones Corea del Sur-Paraguay
Las relaciones Corea del Sur–Paraguay son las relaciones exteriores entre Corea del Sur y Paraguay. Ambos países establecieron relaciones diplomáticas el 15 de junio de 1962. Paraguay tiene una embajada en Seúl y Corea del Sur tiene una embajada en Asunción. Hay alrededor de 6000 coreanos viviendo en Paraguay.